# محمد علي باشراحيل
محمد علي عبد الله عمر باشراحيل (1919 - 1993)، هو صحفي يمني. أحد الذين أسسوا رابطة أبناء الجنوب في الخمسينيات من القرن العشرين. وأسس عام 1958م صحيفة الأيام اليمنية وأسهم بقسط كبير في الحركة السياسية والثقافية والصحافية اليمنية.
محمد علي باشراحيل من مواليد حي العيدروس بكريتر في يوم الجمعة 4 أبريل 1919م.

## وفاته
توفي صباح الأحد 21 فبراير 1993م في صنعاء. وورى جثمانه في عدن.